# Bibliotheek van Nineve
De Bibliotheek van Ninive of Bibliotheek van Assoerbanipal is een collectie van meer dan 30.000 Assyrische kleitabletten en fragmenten van tabletten uit de 7e eeuw v.Chr. over uiteenlopende onderwerpen. Onder de werken bevinden zich het beroemde Gilgamesj-epos en het Venustablet van Ammisaduqa.
De bibliotheek werd vooral aangelegd door Assoerbanipal (669-627 v.Chr.), de laatste grote koning van het Nieuw-Assyrische Rijk. Ook al onder zijn voorgangers werden documenten bijgehouden, maar het was onder Assoerbanipal, die zelf prat ging op zijn geletterdheid, dat de bibliotheek systematisch werd uitgebouwd. Hiertoe stuurde de koning gezanten uit naar de uithoeken van het rijk (en vooral naar Babylonië) om documenten te verwerven, om zo een volledig mogelijke collectie van de geschreven kennis te verzamelen. Dit gebeurde soms onder dwang maar over het algemeen werden rijkelijke beloningen verstrekt voor de overdracht van documenten.  
Oude Perzische en Armeense overleveringen geven aan dat Alexander de Grote door de collectie van Assoerbanipal werd geïnspireerd tot het aanleggen van een eigen bibliotheek. Alexander stierf echter voor hij tot uitvoering van dit plan kon komen. Zijn vriend en opvolger als koning van Egypte Ptolemaeus startte later met de bouw van de Bibliotheek van Alexandrië.

## Collectie
De collectie van de Koninklijke bibliotheek van Assyrië was goed georganiseerd. Teksten werden vermenigvuldigd (hiervoor waren onder andere Babylonische scribenten in dienst) en van sommige teksten zijn tot zes kopieën teruggevonden. Er zijn aanwijzingen dat de teksten goed geordend werden bewaard. Enkel kleitabletten zijn bewaard gebleven maar het is mogelijk dat de collectie ook wastabletten bevatte, die de tand des tijds niet hebben doorstaan. De collectie bestond uit drie categorieën van documenten:

### Wetenschappelijke teksten
Deze teksten handelen over onderwerpen als waarzeggerij, godsdienst, geneeskunde, magie, rituelen, geschiedenis en mythologie. De meeste van deze werken is opgesteld in het Akkadisch van Babylonië. Verder zijn er teksten in het Akkadisch van Assyrië en het Soemerisch (die soms vergezeld zijn van een vertaling in het Akkadisch). 

### Orakelteksten
De teksten bestaan uit de vragen en antwoorden van orakels, meestal over eenmalige gebeurtenissen. Deze tabletten tonen het belang aan van de waarzeggerij in de politieke besluitvorming.

### Administratieve teksten
Verder waren er brieven, rapporten, tellingen, contracten en andere administratieve teksten. Deze teksten werden niet gekopieerd en waren over het algemeen opgesteld in het Assyrisch Akkadisch.

## Ontdekking
De eerste kleitablettenen van de collectie werden in 1849 gevonden door Austen Henry Layard in de archeologische opgraving Kouyunjik (historisch Ninive, de hoofdstad van Assyrië) in het noorden van Mesopotamië. Tegenwoordig ligt deze streek in Irak, bij de stad Mosoel. Meer specifiek werd de ontdekking gedaan in het koninklijk paleis van Sanherib.
Drie jaar later werd door Layards assistent Hormuzd Rassam een gelijksoortige bibliotheek gevonden in het Paleis van Assoerbanipal op dezelfde site. Andere kleitabletten werden gevonden in de tempels van Ishtar en van Nabu. De meeste tabletten werden overgebracht naar Engeland, waar ze tegenwoordig nog worden bewaard in het British Museum.
Er werden bij het overbrengen van de tabletten geen duidelijke aantekeningen gemaakt uit welke van de twee paleizen de vondsten afkomstig waren, waardoor alle tabletten zijn samengevoegd tot één collectie. Door slordig handelen is een groot deel van de collectie onherstelbaar beschadigd geraakt. Hierdoor zal een groot deel van de collectie waarschijnlijk nooit kunnen worden ontcijferd.

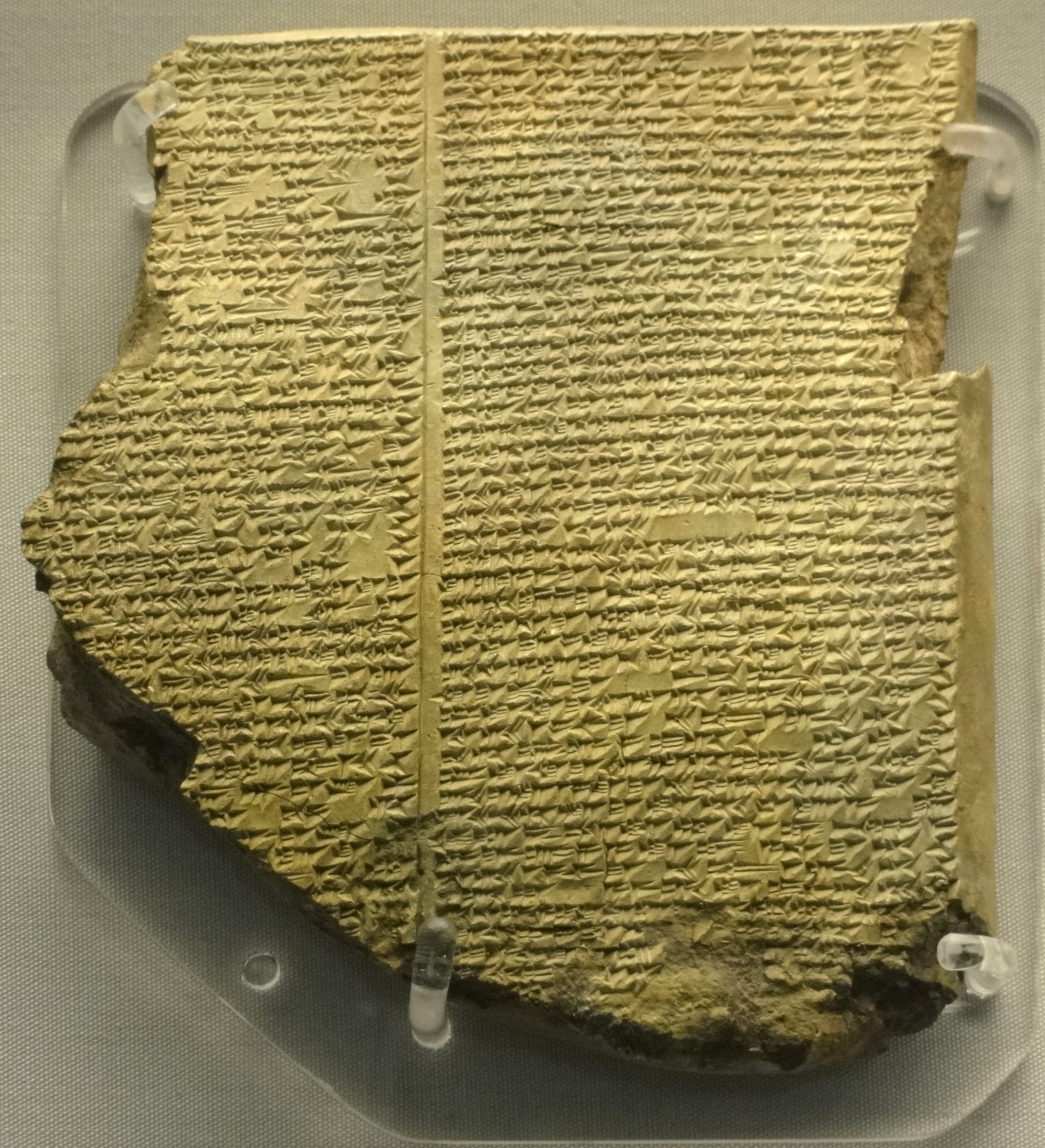
Gilgamesj-epos
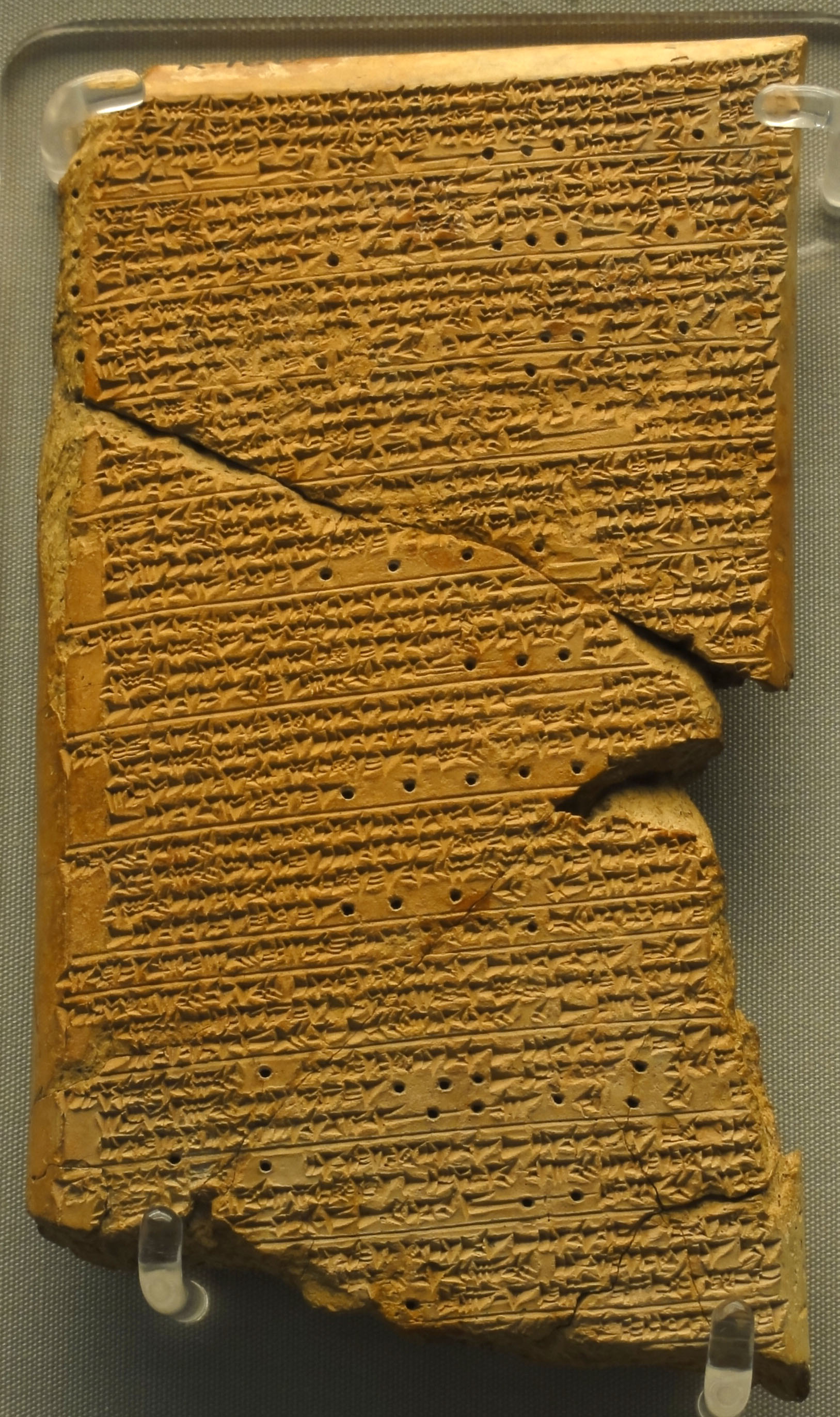
Venustablet van Ammisaduqa
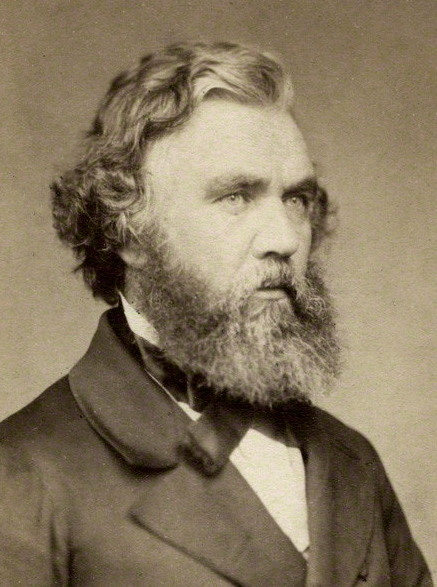
Austen Henry Layard
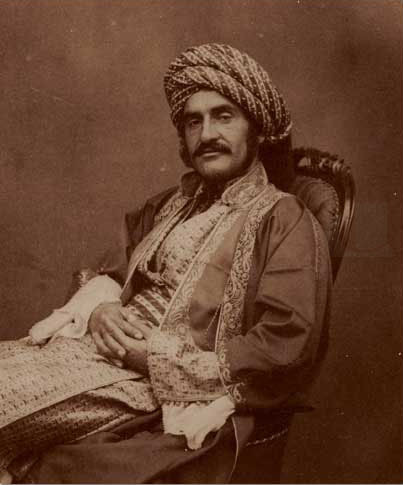
Hormuzd Rassam